# Surfer Rosa
Surfer Rosa is het eerste studioalbum van de Amerikaanse alternatieve rockband Pixies. Het album kwam uit in maart 1988 bij 4AD. In de Verenigde Staten kwam het album uit bij Rough Trade. Voor Surfer Rosa had de band al wel een ep uitgebracht (Come on Pilgrim). 
Surfer Rosa bevat ongewone teksten over mutilatie en voyeurisme. Sommige (gedeeltes van) nummers zijn in het Spaans. Het album is geproduceerd door Steve Albini.
Het album wordt door veel collega-muzikanten genoemd in lijsten van beste rockalbums aller tijden. Voor Billy Corgan en PJ Harvey diende Surfer Rosa als inspiratiebron. Volgens Kurt Cobain was Surfer Rosa van grote invloed op Nevermind, en heeft hij, mede vanwege de rauwe opname van Surfer Rosa, Steve Albini gevraagd om In Utero te produceren.

## Nummers
Alle muziek en teksten zijn geschreven door Black Francis, tenzij anders aangegeven. 
| 1.                 | Bone Machine                      | 3:02 |
| 2.                 | Break My Body                     | 2:05 |
| 3.                 | Something Against You             | 1:47 |
| 4.                 | Broken Face                       | 1:47 |
| 5.                 | Gigantic (Black Francis/Kim Deal) | 3:45 |
| 6.                 | River Euphrates                   | 2:33 |
| 7.                 | Where Is My Mind                  | 3:53 |
| 8.                 | Cactus                            | 2:16 |
| 9.                 | Tony's Theme                      | 1:52 |
| 10.                | Oh My Golly!                      | 2:32 |
| 11.                | Vamos                             | 4:18 |
| 12.                | I'm Amazed                        | 1:42 |
| 13.                | Brick is Red                      | 2:00 |
| Totale duur: 32:50 |                                   |      |

## Bezetting
- Black Francis (Frank Black) - zang, gitaar
- Mrs. John Murphy (Kim Deal) - basgitaar, zang
- Joey Santiago - gitaar
- David Lovering - drumstel